# 금정초등학교 (경기)
금정초등학교는 대한민국 경기도 군포시에 있는 공립 초등학교이다.

## 학교 연혁
- 1981년 9월 1일 금정국민학교 설립인가
- 1981년 9월 1일 초대 홍승표 교장 취임
- 1982년 3월 6일 금정국민학교 개교 (33학급)
- 1996년 3월 1일 금정초등학교로 교명 변경
- 2011년 3월 1일 제11대 백광현 교장 취임
- 2011년 3월 1일 32(2) 학급 편성
- 2011년 3월 30일 금정초등학교 부설 영재학급 개설(20명 입급)
- 2011년 12월 20일 체육과 자율장학중심학교 교육감 표창
- 2011년 12월 22일 과학교육 우수학교 교육감 표창
- 2011년 12월 31일 학교평가 우수교 교육감 표창
- 2012년 2월 18일 제28회 졸업 197명[누계 10,124명]
- 2012년 3월 1일 30(2)학급 편성, 병설유치원 2학급
- 2012년 3월 29일 금정초등학교 부설 영재학급 2기 개강(20명 입급)
- 2012년 11월 15일 2013순천만국제정원박람회 꿈 모으기 대회 우수상(교육감)
- 2012년 12월 27일 학교 학력향상 목표관리제 교육장 표창
- 2012년 12월 31일 영어교육활성화 우수교 교육장 표창
- 2012년 12월 31일 방과후학교 우수교 교육감 표창
- 2013년 2월 8일 제29회 졸업 164명[누계 10,288명]
- 2013년 3월 1일 28(2)학급 편성, 병설유치원 2학급
- 2013년 4월 4일 금정초등학교 부설 영재학급 3기 개강(20명 입급)
- 2013년 12월 31일 온라인영어활성화 우수교 교육장 표창
- 2013년 12월 31일 맞춤형 학력 향상 우수교 교육감 표창
- 2013년 12월 31일 창의적인 도서관 운영 교육장 표창
- 2013년 12월 31일 선진형 교수학습 상시평가 중심학교 교육감 표창
- 2014년 2월 14일 제30회 졸업 152명[누계 10,440명]
- 2014년 3월 1일 26(2)학급 편성, 병설유치원 2학급
- 2014년 3월 1일 다문화 거점학교 지정
- 2014년 3월 1일 혁신학교 준비교 지정
- 2014년 4월 3일 금정초등학교 부설 영재학급 4기 개강(20명 입급)

## 참고 자료
- 금정초등학교 - 한국교육학술정보원 학교알리미